# Bee Movie – Das Honigkomplott
Bee Movie – Das Honigkomplott ist ein Computeranimationsfilm von DreamWorks Animation, der im Dezember 2007 in die deutschen Kinos kam. Der Titel „Bee Movie“, übersetzt Bienenfilm, ist eine Anspielung auf den Begriff B-Movie.

## Handlung
Der Drohn Barry B. Benson hat gerade seine College-Ausbildung abgeschlossen und steht vor dem Eintritt in das Berufsleben. Der einzige Beruf, den er ergreifen kann, ist die Arbeit in der Honigfabrik Honex. Da Barry jedoch nicht sein Leben lang dort arbeiten will, verlässt er den Bienenstock, um die Welt zu erkunden. Als er sich jedoch in New York City im Regen verirrt, landet er schließlich in der Wohnung der Floristin Vanessa Bloom. Als er entdeckt wird, versucht Vanessas Freund Ken, Barry mit seinen Stiefeln zu töten, doch Vanessa hindert ihn daran, lässt Barry vor dem Fenster frei und rettet somit diesem das Leben. Später beschließt Barry, sich bei Vanessa zu bedanken, und bricht somit das eiserne Gebot des Schweigens der Bienen gegenüber den Menschen. Die beiden entwickeln eine enge Freundschaft.
In einem Lebensmittelladen erfährt Barry von Vanessa, dass die Menschen seit Jahrhunderten den Honig essen, für den die Bienen so hart arbeiten müssen. Nach einem Besuch bei der Firma „Honey Farms“, wo Barry zusehen muss, wie die Bienen dort schlecht behandelt werden, beschließt Barry, die Menschheit für die Ausbeutung von Honig zu verklagen. Bienen und Menschen verfolgen den Prozess. Dabei muss Barry sich gegen den gefürchteten Verteidiger Layton T. Montgomery behaupten. Am Abend, als Vanessa abwesend ist, versucht Ken, der es nicht ertragen kann, dass Vanessa Zeit mit Barry verbringt, erneut, Barry zu töten, wird jedoch von Vanessa daran gehindert, die schließlich Schluss mit ihm macht. Am zweiten Prozesstag würdigt Montgomery die Bienen herab. Barrys bester Freund Adam, der sich dadurch beleidigt fühlt, sticht Montgomery, woraufhin dieser denkt, Opfer eines Attentates gewesen zu sein. Adam selbst gefährdet dadurch die Glaubwürdigkeit der Bienen und begibt sich in Lebensgefahr, schafft es jedoch, sich davon zu erholen. Am dritten Prozesstag gewinnen Barry und Vanessa den Prozess. Dadurch haben die Bienen plötzlich einen immensen Honigüberschuss und stellen ihre Arbeit ein. Dies führt wiederum dazu, dass die Blumen nicht bestäubt werden und beinahe aussterben.
Da sich die letzten Blumen in Pasadena befinden, klauen Vanessa und Barry einen Wagen, in dem sich die Blumen befinden, und laden diesen anschließend in ein Flugzeug. Nachdem der Kapitän und der Copilot bei einem Kampf mit Barry bewusstlos werden, muss Vanessa mithilfe von Barry und den anderen Bienen aus dem Bienenstock das Flugzeug notlanden.
Barry gelingt es, die Bienen von der großen Bedeutung ihrer Arbeit zu überzeugen und so die Blumen zu retten. Er lässt sich schließlich in Vanessas Blumengeschäft nieder, wo er eine Anwaltskanzlei eröffnet, in denen Konflikte zwischen Menschen und Bienen behandelt werden. Auch bietet Vanessa beim Verkauf von Blumen an andere Menschen bestimmte „bienenzugelassene“ Marken an.

## Synchronisation
Die Synchronisation übernahm die Berliner Synchron GmbH Wenzel Lüdecke. Oliver Rohrbeck führte die Dialogregie und schrieb zusammen mit Andrea Wilhelm das Dialogbuch.
| Rolle                   | Originalsprecher  | Deutscher Sprecher       |
| ----------------------- | ----------------- | ------------------------ |
| Barry B. Benson         | Jerry Seinfeld    | Bastian Pastewka         |
| Vanessa                 | Renée Zellweger   | Mirjam Weichselbraun     |
| Adam                    | Matthew Broderick | Gerrit Schmidt-Foß       |
| Layton T. Montgomery    | John Goodman      | Klaus Sonnenschein       |
| Janet Benson            | Kathy Bates       | Regina Lemnitz           |
| Martin Benson           | Barry Levinson    | Frank-Otto Schenk        |
| Mooseblood the Mosquito | Chris Rock        | Jan-David Rönfeldt       |
| Ken                     | Patrick Warburton | Tilo Schmitz             |
| Bee Larry King          | Larry King        | Joachim Pukaß            |
| Ray Liotta              | Ray Liotta        | Udo Schenk               |
| Richterin Bombleton     | Oprah Winfrey     | Joseline Gassen          |
| Erzähler                | Jim Cummings      | Engelbert von Nordhausen |

## Hintergrund
Zusammen mit Cineplex hat die BEEgroup der Universität Würzburg einen kurzen Vorfilm erstellt, um den wissenschaftlichen Hintergrund besser zur Geltung kommen zu lassen. Er war in allen Kinos des Cineplex-Verbunds zu sehen und informierte über die Honigbienen und ihr tatsächliches Leben.
Die Biene Barry B. Benson präsentierte während der Oscarverleihung 2008 die Nominierten in der Kategorie Bester animierter Kurzfilm.

## Rezensionen
„Es geht um den verantwortungsbewussten Umgang und den Einklang mit der Natur, um das Zusammenleben von Tieren und Menschen, um Zivilcourage und Selbstglauben. All diese Themen sind kindgerecht aufgearbeitet und ergeben aufgelockert mit Wortwitz und einigen netten Einfällen einen kurzweiligen Kinderfilm – was ihm jedoch fehlt, ist der Charme, der die Figuren erst wirklich zum Leben erweckt, der nötige Freiraum, um Anteilnahme für die Charaktere hervorzurufen, und die Fähigkeit, den Zuschauer emotional in die Geschichte hineinzuziehen.“

„Schade nur, dass sich die Promo-Aktionen im Nachhinein als viel Gesumme um nichts entpuppen: Das Endergebnis aus dem Hause DreamWorks ist zwar niedlich animiert und flott erzählt, wartet zudem mit ein paar wohlplatzierten Slapstick-Gags und kernigen Sprüchen auf, ist aber im Großen und Ganzen enttäuschend handzahm und eine Spur zu, pardon, süß. Fazit: Trotz Comedian Jerry Seinfeld ohne Stachel: ‚Bee Movie‘ ist allzu honigsüße Familienunterhaltung.“

„Der auf Tempo und Action setzende Animationsfilm beschwört den Einklang mit der Natur, Selbstvertrauen und Zivilcourage, entfaltet dabei aber nur wenig Charme. Er versöhnt zwar durch eine satte Palette voller feinfühlig abgestimmter Farben, doch die Überpräsenz des ständig quasselnden Hauptcharakters trübt die Unterhaltung.“

Die Deutsche Film- und Medienbewertung FBW in Wiesbaden verlieh dem Film das Prädikat besonders wertvoll.

## Deutsche DVD
| Name      | Veröffentlichung | Laufzeit   | Bildformat      | Regionalcode | Audio                       | FSK                     |
| --------- | ---------------- | ---------- | --------------- | ------------ | --------------------------- | ----------------------- |
| Bee-Movie | 17. April 2008   | ca. 87 Min | 16:9 Full Frame | RC 2 PAL     | Deutsch, Englisch, Türkisch | Ohne Altersbeschränkung |